# Bagnaia (Viterbo)
Bagnaia ist ein Stadtteil von Viterbo in der italienischen Provinz Viterbo. 
Bagnaia liegt 78 km nördlich von Rom und 6 km östlich des Stadtzentrums von Viterbo. Es liegt am Fuß der vulkanischen Monti Cimini und ist für seine Thermalquellen bekannt, woher auch der Namen rührt. Bagno steht italienisch für Bad. 
963 wurde der Ort als Bangaria erstmals erwähnt und kam im 13. Jahrhundert in den Besitz des Bischofs von Viterbo. 1587 ließ der Bischof in Bagnaia eine Badeanlage errichten.
1928 wurde es ein Stadtteil von Viterbo.
Der Ort besteht aus einem ummauerten, mittelalterlichen Zentrum, das auf einem vorgeschobenen Hügel liegt (Città di dentro) und einer Erweiterung der Renaissance (Città di fuori) südlich der Stadtmauer. Daran schließt die ab 1477 erbaute Villa Lante an, für die Bagnaia überregional bekannt ist.
Bagnaia hat einen Bahnhof an der Bahnstrecke Roma Flaminio–Viterbo.